# Aljibe de Poveda (Puerto Lumbreras)

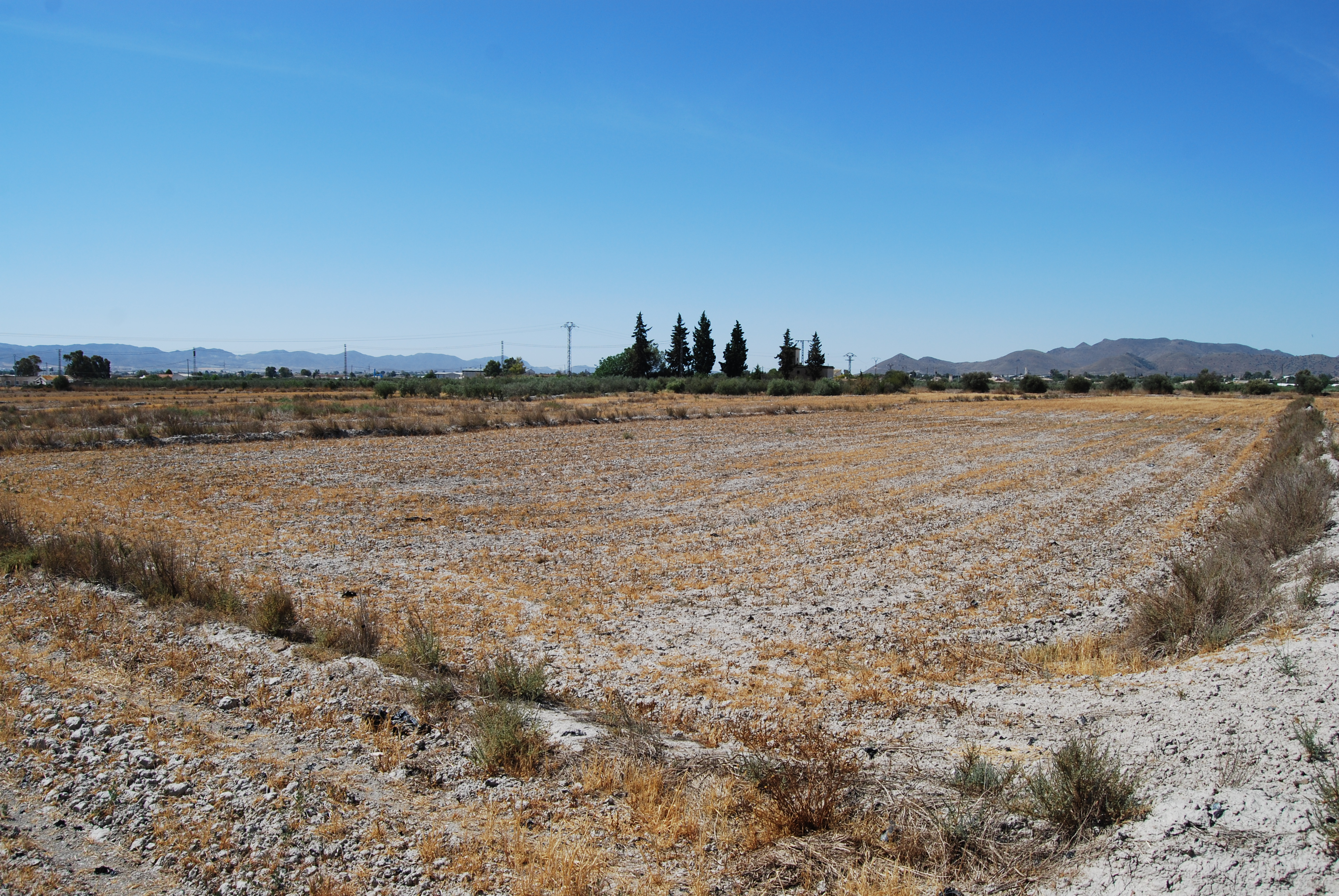
Vista del yacimiento arqueológico

Aljibe de Poveda es un yacimiento de época romana localizado en el paraje del Llano de Béjar, en la diputación del Esparragal-La Estación del municipio de Puerto Lumbreras (Región de Murcia, España). En sus inmediaciones se sitúa un aljibe de época moderna que da nombre al yacimiento. De Aljibe de Poveda procede un tesorillo de monedas actualmente conservado en el Museo Arqueológico Municipal de Lorca.

Está declarado bien catalogado por su relevancia cultural por resolución de fecha 19 de mayo de 2011 (BORM nº117 del 24 de mayo de 2011).

## Descripción

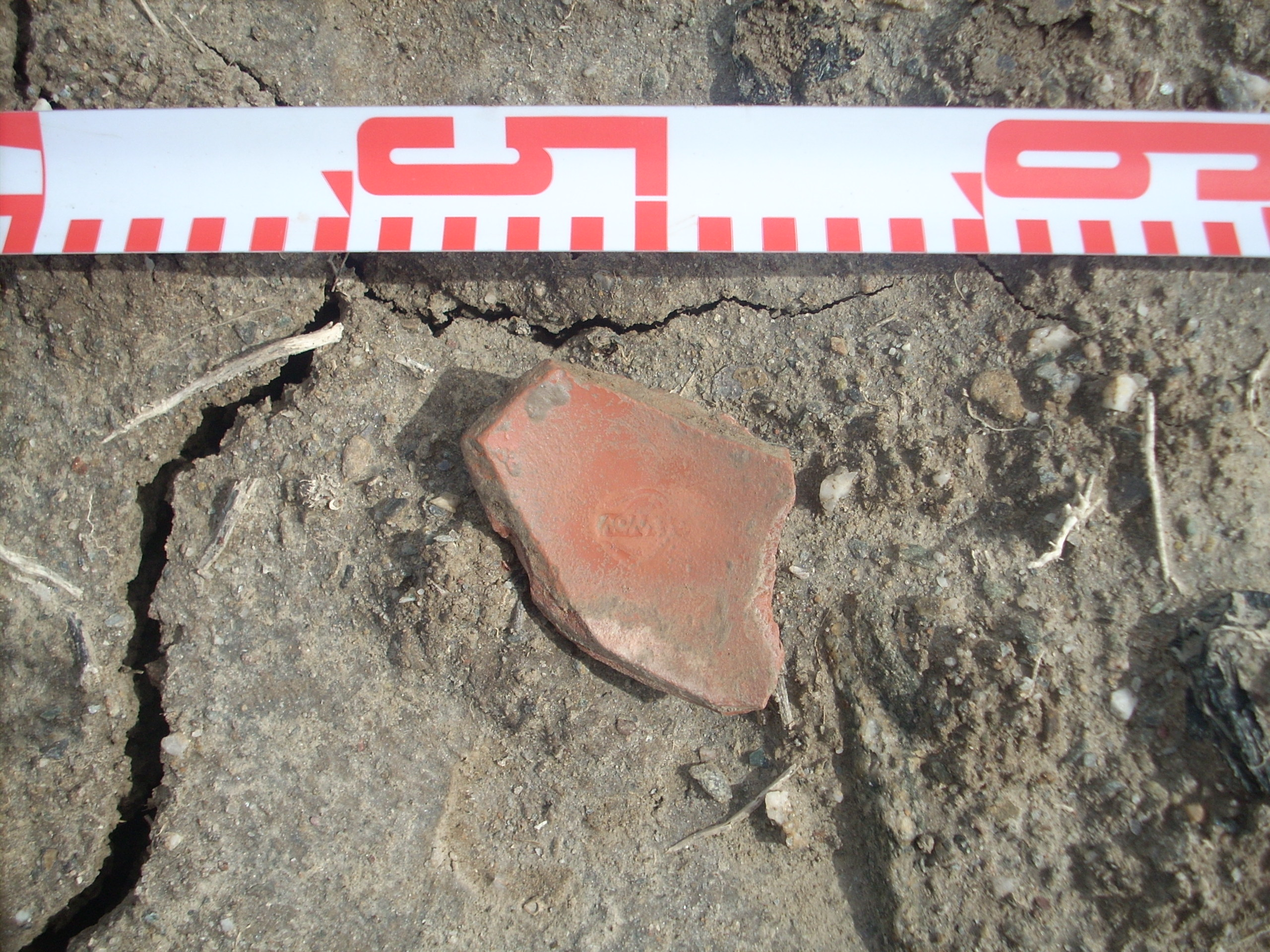
Detalle de cerámica romana

Se emplaza en un llano aluvial a unos 800 metros al sur de la rambla de Béjar. Actualmente el yacimiento se conoce únicamente a través de los hallazgos de materiales en superficie, fundamentalmente de tipo cerámico. El registro arqueológico se define por la presencia de paredes de cerámica común romana, paredes de ánforas altoimperiales y algunos fragmentos aislados de terra sigillata sudgálica, entre ellos un pie en cuyo interior se observa el sigillum con la inscripción “MOM”. 

El hallazgo más destacable es un tesorillo de monedas, todas ellas sestercios, del que se desconoce las circunstancias exactas de su localización. El arco cronológico abarcaría desde el siglo I d. C. hasta el siglo III; la última acuñación conocida pertenecería a Gordiano III. Este tesorillo se encuadraría en el contexto de inestabilidad que atravesó la península ibérica en la segunda mitad del siglo III d. C. con motivo del paso por Hispania de distintos pueblos germánicos. La cronología ofrecida por la moneda del emperador Gordiano III (241-243 d. C.) permitiría establecer que la ocultación se produjo con motivo de la primera oleada.

Aljibe de Poveda se corresponde con un modelo de yacimiento bien documentado en el campo de Lorca. En el siglo III d. C., el principal núcleo de población en el valle del Guadalentín se situaba en Eliocroca, la actual Lorca, y de él dependerían numerosos establecimientos rurales, entre ellos grandes villas como La Quintilla, o pequeñas granjas o caseríos, como Aljibe de Poveda, situados en zonas peor comunicadas, asociados a economías modestas, pequeños productores que trabajan una parcela, bien de su propiedad, bien de grandes latifundistas.